# Katsura Hoshino
Katsura Hoshino (星野 桂 Hoshino Katsura?) es una mangaka japonesa, reconocida por ser la autora de D.Gray-man. Nació en la prefectura de Shiga el 21 de abril de 1980. Tiene un hermano menor y una hermana gemela, de la que es la menor. 
Realizó su debut a la edad de 21 años, con un one-shot titulado Continue , que fue publicado en  Weekly Shōnen Jump. Su otro one-shot se titula Zone y fue publicado en Akamaru Jump en 2003.
Tras esconder su identidad del público, hizo su primera aparición en agosto de 2008 durante una convención en Alemania llamada AnimagiC 2008, donde respondió algunas de las preguntas de sus fanes. La única adaptación al anime de una obra suya es la de D.Gray-man.

## Trabajos
- Continue (コンティニュー Kontinyū?), one-shot publicado en el número 24 de  Weekly Shōnen Jump  en 2003.[3]

- Zone, fue publicado en Shueisha en la revista Akamaru Jump.

- D.Gray-man (ディー・グレイマン Dī Gureiman?), publicado mensualmente en Jump SQ, anteriormente se publicaba semanalmente en la Shōnen Jump desde 2004 , Actualmente se publica un capítulo cada tres meses. La serie que se ha lanzado en Estados Unidos, España, Francia, México, Argentina, Alemania y ha publicado más de 200 capítulos en Japón.[4]

- En 2011 creó el oneshot titulado Kaiten!.
- En 2013 estuvo a cargo del diseño de personajes de la serie original de mechas producida por Sunrise, Kakumeiki Valvrave.

## Curiosidades
- Se sabe que es amante de los gatos y tiene uno llamado Koro (コロ?), el cual menciona mucho en sus notas y aparece en algunas de sus contraportadas.

- En el año 2009, la mangaka sufre un accidente en el cual se fractura su muñeca, y a causa de eso dejó de publicar el manga D.Gray-Man por muchos meses.

- En el 2012 se recupera y vuelve a dibujar

- En el 2013 deja de nuevo el manga.

- En el 2015 se recupera y vuelve a dibujar, publicando un episodio en la revista Jump SQ Crown trimestralmente.